# Dux Daciae ripensis
Il Dux Daciae ripensis era il comandante di truppe limitanee di un settore del limes danubiano, nella diocesi di Mesia I. Suo diretto superiore era al tempo della Notitia dignitatum (nel 400 circa), il magister militum per Illyricum.

## Elenco unità
Era a capo di ben 19 unità o distaccamenti di unità, posizionate in 29 differenti località, come risulta dalla Notitia dignitatum (Orien. XLII):
- Cuneus equitum Dalmatarum Fortensium, Bonomia; Cuneus equitum Dalmatarum Divitensium, a Dortico e Drobeta; Cuneus equitum scutariorum, a Cebro e Aegetae; Cuneus equitum Dalmatarum, a Augustae e Varina; Cuneus equitum stablesianorum, Almo; Cuneus equitum Constantinianorum, Uto.
- Auxiliares: Auxilium Miliarensium,Transalba; Auxilium primorum Daciscorum, Drobeta; Auxilium Crispitiense, Crispitia; Auxilium Mariensium, Oescus; Auxilium Claustrinorum, Transluco; Auxilium secundorum Daciscorum, Burgo Zono;
- Exploratores, Transdiernis;
- Legio V Macedonica, a Variniana, Cebro, Oescus e Sucidava; Legio XIII Gemina, ad Aegeta, Transdrobeta, Burgo Novo, Zernis e Ratiaria.
- Cohors secundorum reducum, Siosta; Cohors novae Sosticae in località sconosciuta;
- Classis Histricae, Aegetae; Classis Ratianensis.

### Fonti primarie
- Notitia Dignitatum, Orien. XLII.

### Fonti storiografiche moderne
- J.Rodríguez González, Historia de las legiones Romanas, Madrid, 2003.
- A.K.Goldsworthy, Storia completa dellesercito romano, Modena 2007. ISBN 978-88-7940-306-1
- Y.Le Bohec, Armi e guerrieri di Roma antica. Da Diocleziano alla caduta dell'impero, Roma 2008. ISBN 978-88-430-4677-5